# 松村豊司
松村 豊司（まつむら とよじ、1981年6月5日 - ）は、滋賀県草津市出身の元プロ野球選手（投手、右投右打）・監督・コーチ。

## 来歴

### プロ入り前
滋賀県出身。滋賀県立玉川高校では1年の夏からベンチ入りし、2年の秋からはエースとしてチームを支えた。140km/hを超える速球を投げる本格派右腕だったが、3年夏の県大会では1回戦で12個の三振を奪うも延長戦の末に能登川高校に敗れた。
高校卒業後は立命館大学に進み、3年までは登板機会に恵まれなかったが、4年の春からエースとして15試合に登板して6勝を挙げ、防御率2.01の成績を残している。リーグ通算24試合に登板、6勝6敗、防御率2.22を記録。
2003年のドラフトでオリックス・ブルーウェーブに6巡目指名され入団。

### プロ入り後
2004年7月28日のロッテ戦でプロ初登板。同年末の球団合併・分配ドラフトを経て2005年からはオリックス・バファローズと契約。
2006年4月21日のソフトバンク戦で延長10回表に川﨑宗則から勝ち越し打を浴びるも、その裏に北川博敏がサヨナラ打を放ち幸運なプロ初勝利が転がり込んだ。オフにはハワイ・ウィンターリーグへ派遣される。しかし、肩の故障が原因で140km/hも出なくなるほど球速が大幅に低下し、翌2007年オフに戦力外通告を受けた。

### 引退後
引退後は一般企業に就職、2度転職したのちにわかさ生活に入社。
2010年、そのわかさ生活をスポンサーとして発足する日本女子プロ野球機構の兵庫スイングスマイリーズのコーチ就任が発表された。2012年は当初兵庫のコーチを卒業し、女子プロ野球のフロントコーチとしてフロントと現場をつなぐ役割に従事するが、同年のシーズン後期には兵庫に復帰し監督に就任。
2013年、日本女子プロ野球機構のチーム再編に伴い新チームのウエスト・フローラの監督に就任し、2014年シーズンまで務めた。
その後は日本女子プロ野球機構の統括ヘッドコーチとして活躍していたが、2018年より育成チームのレイアの監督に就任。2019年より投手総合コーチになり、9月17日をもって退団した。
2021年から京都文教大学の女子硬式野球部の監督に就任している。

## 人物
- 190cmの長身と甘いマスクで、非常に女性人気の高い選手であった。
- 長身から投げ下ろす最速150km/hのストレートが最大の売りで、同じく細身の西口文也を目標としていた。

## 詳細情報

### 年度別投手成績
| 年 度     | 球 団      | 登 板 | 先 発 | 完 投 | 完 封 | 無 四 球 | 勝 利 | 敗 戦 | セ 丨 ブ | ホ 丨 ル ド | 勝 率 | 打 者 | 投 球 回 | 被 安 打 | 被 本 塁 打 | 与 四 球 | 敬 遠 | 与 死 球 | 奪 三 振 | 暴 投 | ボ 丨 ク | 失 点 | 自 責 点 | 防 御 率 | W H I P |
| --------- | ---------- | ----- | ----- | ----- | ----- | -------- | ----- | ----- | -------- | ----------- | ----- | ----- | -------- | -------- | ----------- | -------- | ----- | -------- | -------- | ----- | -------- | ----- | -------- | -------- | ------- |
| 2004      | オリックス | 6     | 1     | 0     | 0     | 0        | 0     | 1     | 0        | --          | .000  | 31    | 6.2      | 4        | 0           | 7        | 0     | 0        | 3        | 0     | 0        | 5     | 5        | 6.75     | 1.65    |
| 2006      | オリックス | 8     | 0     | 0     | 0     | 0        | 1     | 0     | 0        | 0           | 1.000 | 40    | 8.2      | 9        | 1           | 6        | 0     | 1        | 6        | 1     | 0        | 5     | 5        | 5.19     | 1.73    |
| 通算：2年 | 通算：2年  | 14    | 1     | 0     | 0     | 0        | 1     | 1     | 0        | 0           | .500  | 71    | 15.1     | 13       | 1           | 13       | 0     | 1        | 9        | 1     | 0        | 10    | 10       | 5.87     | 1.70    |

### 記録
- 初登板：2004年7月28日、対千葉ロッテマリーンズ19回戦（Yahoo!BBスタジアム）、9回表に5番手で救援登板・完了、1回無失点
- 初先発登板：2004年8月8日、対福岡ダイエーホークス23回戦（Yahoo!BBスタジアム）、2/3回3失点で敗戦投手
- 初奪三振：2004年8月9日、対北海道日本ハムファイターズ18回戦（Yahoo!BBスタジアム）、8回表にSHINJOから
- 初勝利：2006年4月21日、対福岡ソフトバンクホークス4回戦（スカイマークスタジアム）、9回表に4番手で救援登板・完了、2回1失点

### 背番号
- 41 （2004年 - 2007年）
- 88 （2010年 - 2012年）
- なし （2013年、2019年）
- 50 （2014年、2018年）
- 51 （2017年）